# تیفون هینامنور

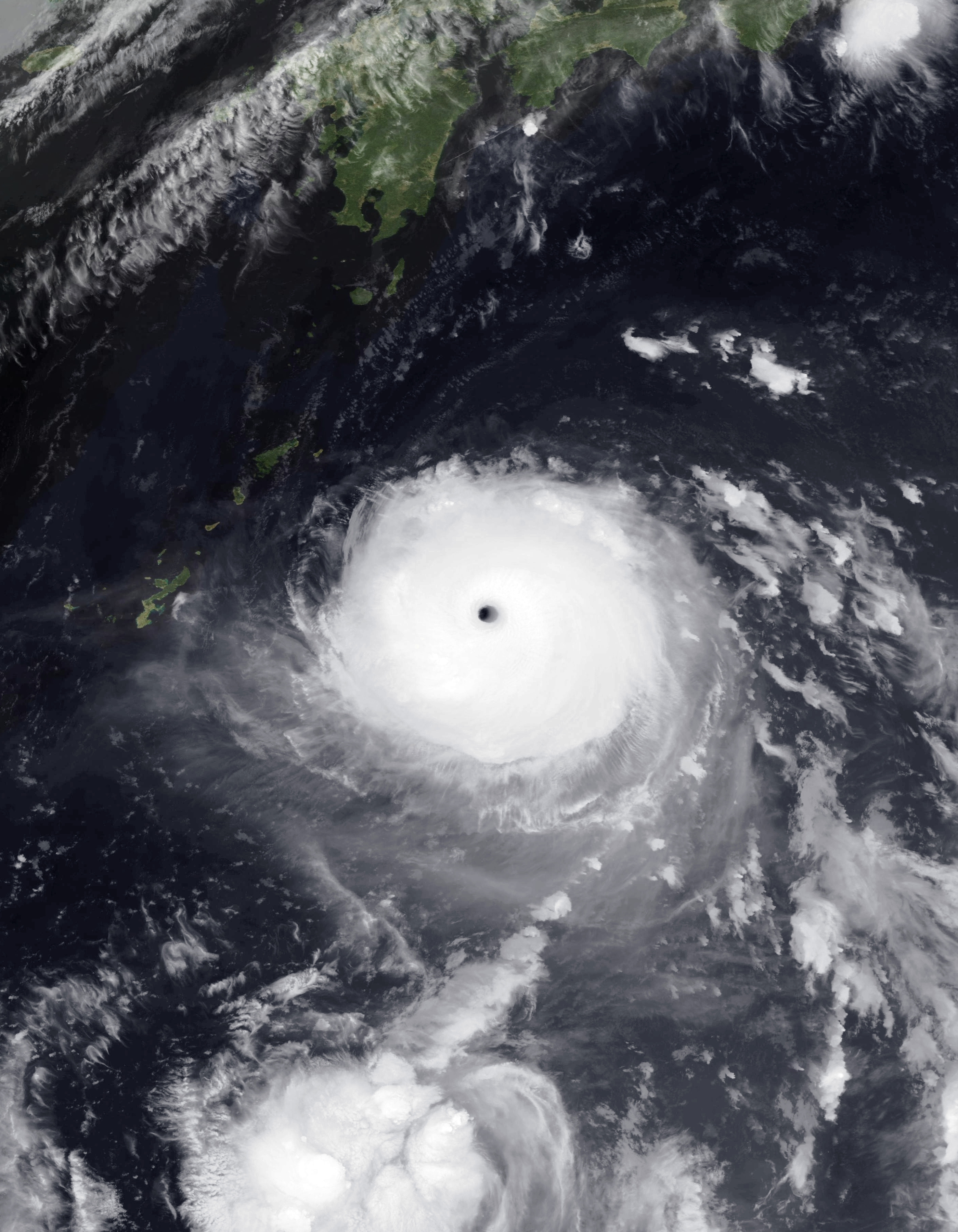
نمایی از تیفون هینامنور در شب ۳۰ اوت ۲۰۲۲

تیفون هینامنور (انگلیسی: Typhoon Hinnamnor) که در فیلیپین به عنوان «ابرتیفون هنری» شناخته می‌شود، یک تیفون بسیار بزرگ و نیرومند بود که ژاپن و کره جنوبی را تحت تأثیر قرار داد. به عنوان؛ یازدهمین طوفان نام‌گذاری شده، چهارمین تیفون، و اولین ابرتوفند فصل طوفان ۲۰۲۲ اقیانوس آرام، هینامنور از یک منطقه آب‌وهوایی آشفته سرچشمه گرفت که اولین بار در ۲۷ اوت توسط JTWC مورد توجه قرار گرفت. این منطقه به زودی در روز بعد هینامنور به صورت یک چرخند حاره‌ای تبدیل شد. این توفند به سرعت تشدید شد و در ۲۹ اوت به یک طوفان تبدیل شد. یک شبه، هینامنور یک چشم کوچک را به همراه یک CDO کاملاً مشخص پاک کرد و به یک ابرتوفند معادل رده ۵ تشدید شد، که نخستین چرخند حاره‌ای بود که در سال ۲۰۲۲ به این درجه از شدت رسیده‌بود.
سپس توفند هینامنور به دلیل انجام چرخهٔ جایگزینی دیوارهٔ چشم توفان ضعیف شد. با این حال، دوباره تشدید شد و به یک ابرتیفون رده ۵ با چشم بزرگتر و CDO در جنوب اوکیناوا تبدیل شد. یک محیط خصمانه فزاینده باعث شد تا ویژگی‌های همرفتی خود را در شب اول سپتامبر از دست بدهد و آن را به یک توفند معادل رده ۱ تضعیف کند. هنگامی که طوفان به سمت شمال به سمت دریای چین شرقی شتاب گرفت، در طول روز بعد خود را بازسازی کرد و دوباره شروع به تشدید کرد. طوفان بار دیگر در ۴ سپتامبر جایگاه مهمی پیدا کرد و به سمت شمال شرقی به سمت بوسان حرکت کرد. با شروع ضعیف شدن برای آخرین بار در ۵ سپتامبر، طوفان اواخر آن روز به عنوان یک طوفان معادل رده ۲ به خشکی رسید و انتقال به خارج از حاره را آغاز کرد.
با نزدیک شدن به هینامنور، هشدارهای زیادی در مورد توفند در ژاپن، چین، تایوان و کره جنوبی صادر شد. طوفان باران‌های سیل آسا و بادهای شدید را به اوکیناوا آورد و هزاران خانه دچار قطعی جریان برق شدند. بارش شدید باران مناطق شمالی تایوان را تحت تأثیر قرار داد و یک مرد در فیلیپین به دلیل سیل هینامنور جان باخت.